# Adoración de los Magos (Velázquez)
La adoración de los Magos (dịch nghĩa: 'sự chiêm bái của các nhà thông thái') là một bức tranh sơn dầu trên vải của Diego Velázquez người Tây Ban Nha, được vẽ vào năm 1619 tại Bảo tàng Prado. Bức ảnh miêu tả việc ba vị vua (nhà thông thái, hiền sĩ hay đạo sĩ) tặng quà cho Hài Nhi Giêsu. Vua Melchoir quỳ ở phía trước, Balthazar đứng phía sau Melchoir và mặc một chiếc áo choàng màu đỏ và cổ áo đăng ten và Caspar là ở giữa hai người đó Người quỳ gần vai trái của Đức Trinh Nữ Maria là Thánh Giuse.